# Petricola lapicida
Petricola lapicida är en musselart som först beskrevs av Gmelin 1791.  Petricola lapicida ingår i släktet Petricola och familjen Petricolidae. Inga underarter finns listade i Catalogue of Life.